# ブルーノ・カタラーノ
ブルーノ・カタラーノ（Bruno Catalano、1960年生まれ）は、モロッコ・フランスの彫刻家。人体の大部分が欠けた彫像を作ることで知られている。

## 前半生
モロッコ出身のカタラーノは、シチリアに暮らす家族の3人兄弟の末っ子である。 1970年、カタラーノ家はモロッコを離れてフランスに向かった。 1982年になるとSociété Nationale Maritime Corse Méditerranée（直訳例「全コルシカ近海地中海社」）で働き始め、4年間勤務した。この時の船乗りとしての経験を後にカタラーノは自身のインスピレーションの中心として挙げている。また、カタラーノは電気技師でもある。

## 彫刻家として

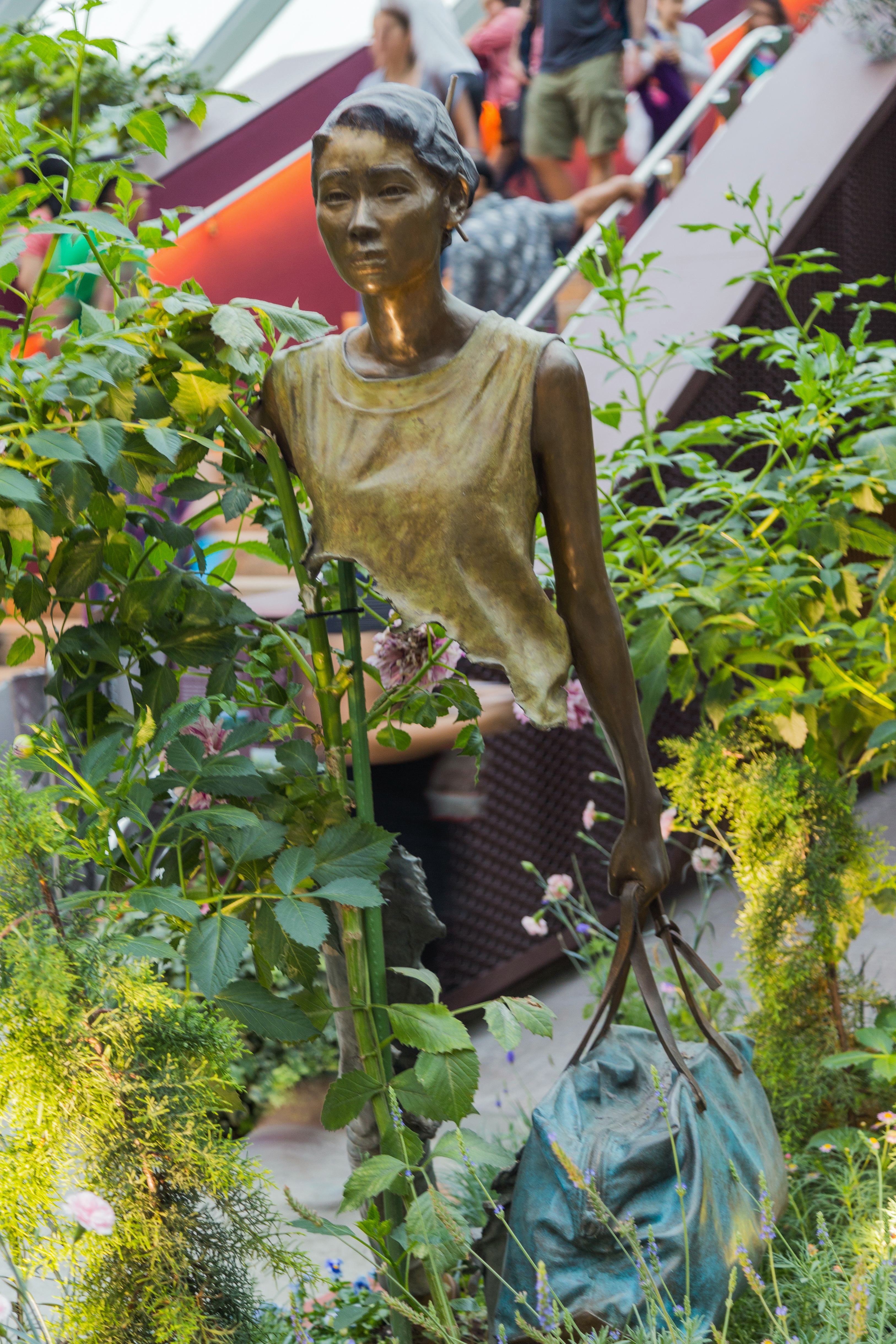
2016年にシンガポールで展示された『レ・ヴォヤージュル』

カタラーノは1981年にマルセイユで彫刻に触れ、フランソワーズ・アメル（Françoise Hamel）のモデリング学校に入学した。2年後、1985年に芸術の制作を開始し、初めて自作した粘土細工の形を焼くオーブンを確保した。その後、カタラーノは大きなブロンズ彫刻を作り始め、初めの作品はコンパクトで紋切型のものであったものの、これ以降の作品群は作品を追うごとに表現力豊かなものになっている。2004年、シラノ・ド・ベルジュラックの描写に欠陥があったため、カタラーノは胸を掘ってくり抜くことにした。ここから彼の新たな創作の道が拓かれることになる。2013年9月、マルセイユの港で実物大の彫刻が10点展示され、欧州文化首都選出を祝うべく、カタラーノの彫刻『レ・ヴォヤージュル（Les Voyageurs）』の展示会がマルセイユで開かれた。